# Scotophilus robustus
Scotophilus robustus é uma espécie de morcego da família Vespertilionidae. Endêmica de Madagáscar.